# Klaus-Jürgen Kamprad
Klaus-Jürgen Kamprad (* 27. November 1962 in Schmölln) ist ein deutscher Musikwissenschaftler, Verleger, Musikproduzent und Herausgeber.

## Leben
Kamprad wuchs in der Nähe der thüringischen Stadt  Altenburg auf. Von 1985 bis 1990 absolvierte er ein Studium der Musikwissenschaft an der Universität Leipzig, dem ein Forschungsstudium am Musikinstrumenten-Museum der Universität Leipzig von 1990 bis 1993 folgte.
1993 gründete er den Verlag Klaus-Jürgen Kamprad und veröffentlicht seit dieser Zeit Bücher zur Musik und klassische CDs in seinem Label querstand.
Kamprad ist ein entfernter Verwandter des IKEA-Gründers Ingvar Kamprad.

## Werke
- Hörbuch „Ein Leben in Tönen“, eine 70-minütige akustische Reise durch das Leben von Kurt Masur. querstand VKJK 0711
- mit Wilhelm Vogel: Von der Idee sich selbst zu helfen – 150 Jahre genossenschaftliches Bankwesen im Altenburger Land. E. Reinhold Verlag, Altenburg 2009, ISBN 978-3-937940-61-8